# ベルモントファーム
有限会社ベルモントファームとは、北海道新冠郡新冠町に本場、北海道勇払郡むかわ町に分場をおくサラブレッドの生産・育成牧場である。日本中央競馬会 (JRA) と地方競馬全国協会 (NAR) の馬主資格を有するオーナーブリーダー。旧名称はビッグジャパンファームで、1996年に改称した。

## 主な生産馬

### ビッグジャパンファーム名義
- リバーセキトバ
- ミスジュディ

### ベルモントファーム名義
- バンケーティング
- ベルモントアクター[1]
- ベルモントサンダー
- ベルモントデーンズ
- ベルモントノーヴァ
- ベルモントビーチ
- ベルモントプロテア
- ベルモントソレイユ
- ベルモントルパン
- ベルモントストーム
- ベルモントミサンガ
- カネマサドゥイット
- ミスアバンセ
- プリンシアコメータ

## 主な繋養馬

### 繁殖牝馬
- エスケイチャーミイ[1]
- ホープフェアリー
- スターリーナイト
- ベルモントデーンズ
- ベルモントスワン

## 過去の繋養馬

### 種牡馬
- アジュディケーティング